# Tradição (Manaus)
O G.R.E.S. Tradição Leste é uma escola de samba da cidade de Manaus, no estado brasileiro do Amazonas, situada no bairro do Coroado, na Zona Leste.
Atualmente possui três títulos no Carnaval de Manaus. Em 2008, foi campeã do 3º Grupo em seu primeiro desfile oficial no Sambódromo da cidade. Em 2009 foi vice-campeã quando apresentou o enredo "No ecoar de uma nação, 120 anos de abolição".. No entanto, a escola ficou inativa entre os anos de 2010 a 2015, retornando apenas em 2016 quando conquistou um vice-campeonato pelo Grupo de Acesso C. Já em 2017 e 2018 foi bicampeã do Acesso C, ascendendo de divisão somente no último ano, quando foram liberados os critérios de acesso e descenso.

## Carnavais
| Ano                                                                                | Colocação   | Grupo    | Enredo                                                                          | Carnavalesco | Intérprete | Ref |
| 2008                                                                               | Campeã      | 3        | Carnaval: Eterna Magia, Com Bailes e Fantasias!                                 |              |            |     |
| ---------------------------------------------------------------------------------- | ----------- | -------- | ------------------------------------------------------------------------------- | ------------ | ---------- | --- |
| 2009                                                                               | Vice-Campeã | 3        | No ecoar de uma nação, 120 anos de abolição                                     |              |            |     |
| Não desfilou entre 2010 e 2015                                                     |             |          |                                                                                 |              |            |     |
| 2016                                                                               | Vice-Campeã | Acesso C | Olimpíadas é Tradição                                                           |              |            |     |
| 2017                                                                               | Campeã      | Acesso C | Do Chaturanga ao Xadrez, a Tradição Leste te leva a raciocinar                  |              |            |     |
| 2018                                                                               | Campeã      | Acesso C | Cláudio Coelho. Em Seu Centenário de Glória, A Tradição Conta a Sua História... |              |            |     |
| 2019                                                                               | Campeã      | Acesso B | A saga de um brasileiro pela Amazônia: a bronca agora é com a Tradição          |              |            |     |
| 2020                                                                               | 7º lugar    | Acesso A | A Saga de um Brasileiro pela Amazônia: A bronca agora é com a Tradição          |              |            |     |
| Devido à pandemia do novo Coronavírus, não houve carnaval nos anos de 2021 e 2022. |             |          |                                                                                 |              |            |     |
| 2023                                                                               | 5º lugar    | Acesso A | Quer queira ou não, Carnaval é Tradição                                         |              |            |     |
| 2024                                                                               |             | Acesso A |                                                                                 |              |            |     |